# Tomasz Iwan
Tomasz Iwan est un footballeur polonais né le 12 juin 1971 à Słupsk. Il évoluait au poste de milieu de terrain. 

## Palmarès
- Champion des Pays-Bas en 2000 avec le PSV Eindhoven
- Vainqueur de la Supercoupe des Pays-Bas en 1998 avec le PSV Eindhoven